# Bundes-Gesundheitssurvey
Der Bundes-Gesundheitssurvey (Abk.: BGS98, engl.: survey – Befragung, Reihenuntersuchung) war eine von Oktober 1997 bis März 1999 vom Robert Koch-Institut durchgeführte Erhebung zum Gesundheitszustand der deutschen Bevölkerung im Auftrag des Bundesgesundheitsministeriums. Das Ziel war es, mittels einer repräsentativen Untersuchung verlässliche Informationen zum Gesundheitszustand der Bevölkerung in Deutschland zu sammeln und bereitzustellen.
7.124 Personen im Alter von 18 bis 79 Jahren wurden befragt und ihre Größe, ihr Gewicht und Blutdruck gemessen sowie Blut und Urin untersucht. Die Daten wurden vor Ort in 120 Städten und Gemeinden in ganz Deutschland erhoben. Auch in Deutschland lebende Ausländer wurden berücksichtigt, soweit die einbezogenen Personen ausreichende Sprachkenntnisse hatten, die Fragen zu beantworten. Mit dem BGS98 sollten aussagekräftige Daten für die Gesundheitsberichterstattung des Bundes und für Vergleiche auf europäischer Ebene gewonnen werden. Zusätzlich waren die Informationen wichtig für die Bearbeitung von Fragestellungen der epidemiologischen Forschung. Der Datensatz des BGS98 kann für wissenschaftliche Zwecke als Public Use File genutzt werden. Die Nutzung kann beim Robert Koch-Institut beantragt werden.
Dem BGS98 waren drei nationale Gesundheitssurveys (NUS) in den Jahren 1984–86, 1987–89 und 1990–91 vorangegangen. Diese berücksichtigten naturgemäß nur das Gebiet der damaligen Bundesrepublik Deutschland, im Jahre 1992 wurde deswegen ein Gesundheitssurvey Ost (OW91) angeschlossen, um auch zuverlässige Daten über den Gesundheitszustand der Bevölkerung in den neuen Bundesländern zu erheben. Mit dem BGS98 waren zum ersten Mal repräsentative Untersuchungsdaten zum Gesundheitszustand der erwachsenen Bevölkerung für ganz Deutschland verfügbar.
Von 2008 bis 2012 führte das Robert Koch-Institut eine Folgeerhebung zum Bundes-Gesundheitssurvey durch, die „Studie zur Gesundheit Erwachsener in Deutschland“ (DEGS). DEGS ist Teil des Gesundheitsmonitorings des Robert Koch-Instituts, dem auch die „Studie zur Gesundheit von Kindern und Jugendlichen in Deutschland“ (KiGGS) sowie die Studie „Gesundheit in Deutschland aktuell“ (GEDA) angehören.

## Publikationen
- B. M. Kurth u. a.: Der Bundes-Gesundheitssurvey - Baustein der Gesundheitssurveillance in Deutschland (= Beiträge zur Gesundheitsberichterstattung des Bundes). Robert Koch-Institut, Berlin 2002, ISBN 3-89606-135-6 (online [PDF; abgerufen am 11. September 2012]).

- A. Schulze, T. Lampert: Bundes-Gesundheitssurvey: Soziale Unterschiede im Rauchverhalten und in der Passivrauchbelastung in Deutschland (= Beiträge zur Gesundheitsberichterstattung des Bundes). Robert Koch-Institut, Berlin 2006, ISBN 3-89606-161-5 (online [PDF; abgerufen am 11. September 2012]).

- H. Knopf, H. U. Melchert: Bundes-Gesundheitssurvey: Arzneimittelgebrauch (= Beiträge zur Gesundheitsberichterstattung des Bundes). Robert Koch-Institut, Berlin 2003, ISBN 3-89606-147-X (online [PDF; abgerufen am 11. September 2012]).

- M. Burger, G. Mensink: Bundes-Gesundheitssurvey: Alkohol (= Beiträge zur Gesundheitsberichterstattung des Bundes). Robert Koch-Institut, Berlin 2003, ISBN 3-89606-142-9 (online [PDF; abgerufen am 11. September 2012]).

- G. Mensink: Bundes-Gesundheitssurvey: Körperliche Aktivität (= Beiträge zur Gesundheitsberichterstattung des Bundes). Robert Koch-Institut, Berlin 2003, ISBN 3-89606-139-9 (online [PDF; abgerufen am 11. September 2012]).